# Автошлях E673
E673, Європейський маршрут E673 — європейський автошлях, що бере свій початок в румунському місті Лугож і закінчується в румунському місті Дева. Загальна довжина — 103 кілометри.

## Маршрут автошляху
Шлях проходить через такі міста:
- Румунія:Лугож — Дева